# Central Regional Service Board
Het Central Regional Service Board is een regional service board (RSB) in Newfoundland en Labrador, de oostelijkste provincie van Canada. De op een intercommunale gelijkende publieke organisatie staat in voor het afvalbeheer en het toezicht over drinkwater- en afvalwaterbeheer in het centrale gedeelte van het eiland Newfoundland. Het RSB biedt meerdere recyclingprogramma's en heeft een moderne regionale vuilnisbelt te Norris Arm en zeven overslaglocaties.

## Geschiedenis

### Algemeen
Op 25 februari 2008 richtte het provinciebestuur van Newfoundland en Labrador het Central Regional Service Board op. Dit gebeurde op basis van de "Regional Service Board Act" (1990) die in voege was getreden in 2004.
Oorspronkelijk had het RSB uitsluitend afvalbeheer als bevoegdheid. Op 15 januari 2013, zo'n vijf jaar na de oprichting, werden de bevoegdheden verder uitgebreid naar het operationeel overzicht over het drinkwater- en afvalwaterbeheer. Deze bevoegdhedenuitbreiding kwam er op basis van de vernieuwde "Regional Service Boards Act, 2012".
Het Central RSB is een van de RSB's waar de provinciale afvalbeheersstrategie het best toegepast wordt. Door de regionale samenwerking sloten er in de periode 2002–2019 maar liefst 42 lokale stortplaatsen.

### Fusieplannen
Op 29 januari 2020 maakte het Department of Municipal Affairs and Environment met betrekking tot de provinciale afvalbeheersstrategie een rapport publiek. Daarin werd onder meer geadviseerd om over te gaan tot een fusie van het Central RSB met het Coast of Bays RSB, Western RSB, Northern Peninsula RSB en Baie Verte Peninsula - Green Bay RSB tot een enkele entiteit bevoegd over heel West- en Centraal-Newfoundland. Een andere optie was een fusie tussen het Central RSB en (slechts) een van de voormelde aangrenzende RSB's. Anno 2024 zijn er echter nog geen concrete stappen in de richting van een fusie gezet.

## Taken
Het RSB heeft binnen de Eastern Region van de provincie Newfoundland en Labrador de volgende bevoegdheden:
- Het uitbouwen, uitbaten en onderhouden van een afvalbeheerssysteem
- Het houden van operationeel toezicht over gemeentelijke drinkwatersystemen
- Het houden van operationeel toezicht over gemeentelijke afvalwatersystemen

## Werkingsgebied
Het werkingsgebied van het Central RSB is de door de provincie ervoor gedefinieerde "Central Region". Deze komt overeen met het centrale deel van Newfoundland inclusief alle plaatsen langs de Kittiwake Coast en de Bay of Exploits. Dat gebied telt zo'n 72.000 inwoners (2019) en bevat enkele grote gemeenten zoals Grand Falls-Windsor, Gander en Lewisporte.
In de onderstaande lijst staan alle plaatsen vermeld die vallen onder de bevoegdheid van het Central RSB, met vermelding of ze een gemeente, een local service district of een plaats zonder lokaal bestuur zijn.

### Gemeenten
- Appleton
- Badger
- Baytona
- Birchy Bay
- Bishop's Falls
- Botwood
- Buchans
- Campbellton
- Carmanville
- Centreville-Wareham-Trinity
- Change Islands
- Comfort Cove-Newstead
- Cottlesville
- Crow Head
- Dover
- Eastport
- Embree
- Fogo Island
- Gander
- Gambo
- Glenwood
- Glovertown
- Grand Falls-Windsor
- Greenspond
- Happy Adventure
- Hare Bay
- Indian Bay
- Leading Tickles
- Lewisporte
- Little Burnt Bay
- Lumsden
- Millertown
- Musgrave Harbour
- New-Wes-Valley
- Norris Arm
- Northern Arm
- Peterview
- Point Leamington
- Point of Bay
- Salvage
- Sandringham
- Sandy Cove
- St. Brendan's
- Summerford
- Terra Nova
- Traytown
- Twillingate

### Local service districts
- Aspen Cove
- Benton
- Boyd's Cove
- Bridgeport
- Brown's Arm
- Buchans Junction
- Burnside-St. Chad's
- Cape Freels North
- Chanceport
- Cobbs Arm
- Cottrell's Cove
- Deadman's Bay
- Fairbanks-Hillgrade
- Gander Bay North
- Gander Bay South
- Glovers Harbour
- Herring Neck
- Horwood
- Indian Cove
- Laurenceton
- Loon Bay
- Main Point-Davidsville
- Merritt's Harbour
- Michael's Harbour
- Moreton's Harbour
- Newville
- Noggin Cove
- Norris Arm North
- Phillips Head
- Pleasantview
- Port Albert
- Purcell's Harbour
- Stanhope
- Stoneville
- Tizzard's Harbour
- Valley Pond
- Virgin Arm-Carter's Cove

### Andere plaatsen
- Badger Lake
- Bishop's Falls South
- Black Duck Cove
- Charles Brook
- Culls Harbour
- Fortune Harbour
- Frederickton
- Red Cliff
- Green Cove
- Grenfell Heights Extension
- Harris Point
- Hatchet Harbour
- Kettle Cove
- Ladle Cove
- Little Harbour
- Notre Dame Junction
- Pikes Arm
- Porterville
- Ragged Point
- Salt Harbour
- Sandy Point
- Toogood Arm
- Wooddale